# Liste von Actionfilmen
In den Listen von Actionfilmen werden bekannte Vertreter des Actiongenres aufgelistet. Es wurden ausschließlich Kinofilme berücksichtigt, sodass Fernsehfilme und Direct-to-Video-Produktionen nicht aufgeführt werden. Die einzelnen Filme wurden dabei chronologisch nach Erscheinungsjahr geordnet, lassen sich aber auch über die anderen Spalten sortieren. Die Vollständigkeit der Listen kann selbstverständlich nicht geleistet werden.